# سام بايلي
سام بايلي (بالإنجليزية: Sam Bailey)‏ من مواليد 29 يونيو 1977 في بيكسلي، إنجلترا، هي مغنية إنجليزية فازت في الموسم العاشر من برنامج المواهب البريطاني ذا إكس فاكتور.
أعادت تسجيل أغنية «سكاي سكريبر» للمغنية الأمريكية ديمي لوفاتو كأول أغنيها المنفردة، لتحتل المرتبة الأولى في المبيعات بالمملكة المتحدة في 16 ديسمبر 2013، وتحوز على شهادة القرص الفضي.

## روابط خارجية
- سام بايلي على موقع IMDb (الإنجليزية)
- سام بايلي على موقع ميوزك برينز (الإنجليزية)
- سام بايلي على موقع أول ميوزيك (الإنجليزية)
- سام بايلي على موقع ديسكوغز (الإنجليزية)